# Milton (del av en befolkad plats)
Milton är en del av en befolkad plats i Australien. Den ligger i kommunen Brisbane och delstaten Queensland, nära delstatshuvudstaden Brisbane. Antalet invånare är 1 564.
Runt Milton är det mycket tätbefolkat, med 1 573 invånare per kvadratkilometer.. Närmaste större samhälle är Brisbane, nära Milton.
Runt Milton är det i huvudsak tätbebyggt. Genomsnittlig årsnederbörd är 1 424 millimeter. Den regnigaste månaden är januari, med i genomsnitt 275 mm nederbörd, och den torraste är oktober, med 21 mm nederbörd.